# 제나차노
제나차노(이탈리아어: Genazzano)는 이탈리아 라치오주 로마현에 위치한 코무네다.

## 출신 유명 인물
- 교황 마르티노 5세